# Bory Dolnośląskie

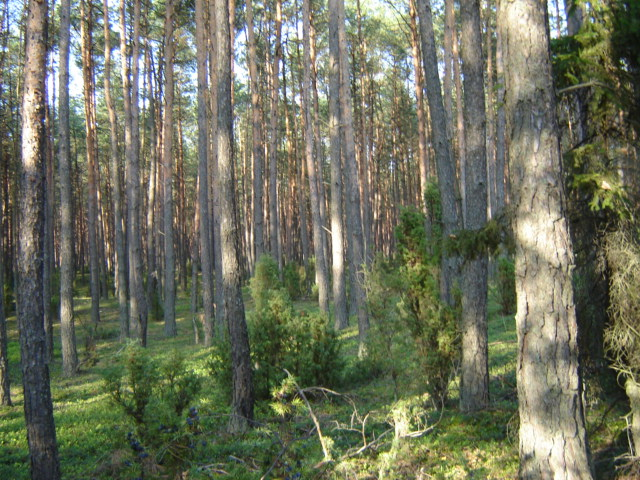
Bór świeży – dominujący typ siedliskowy Borów Dolnośląskich

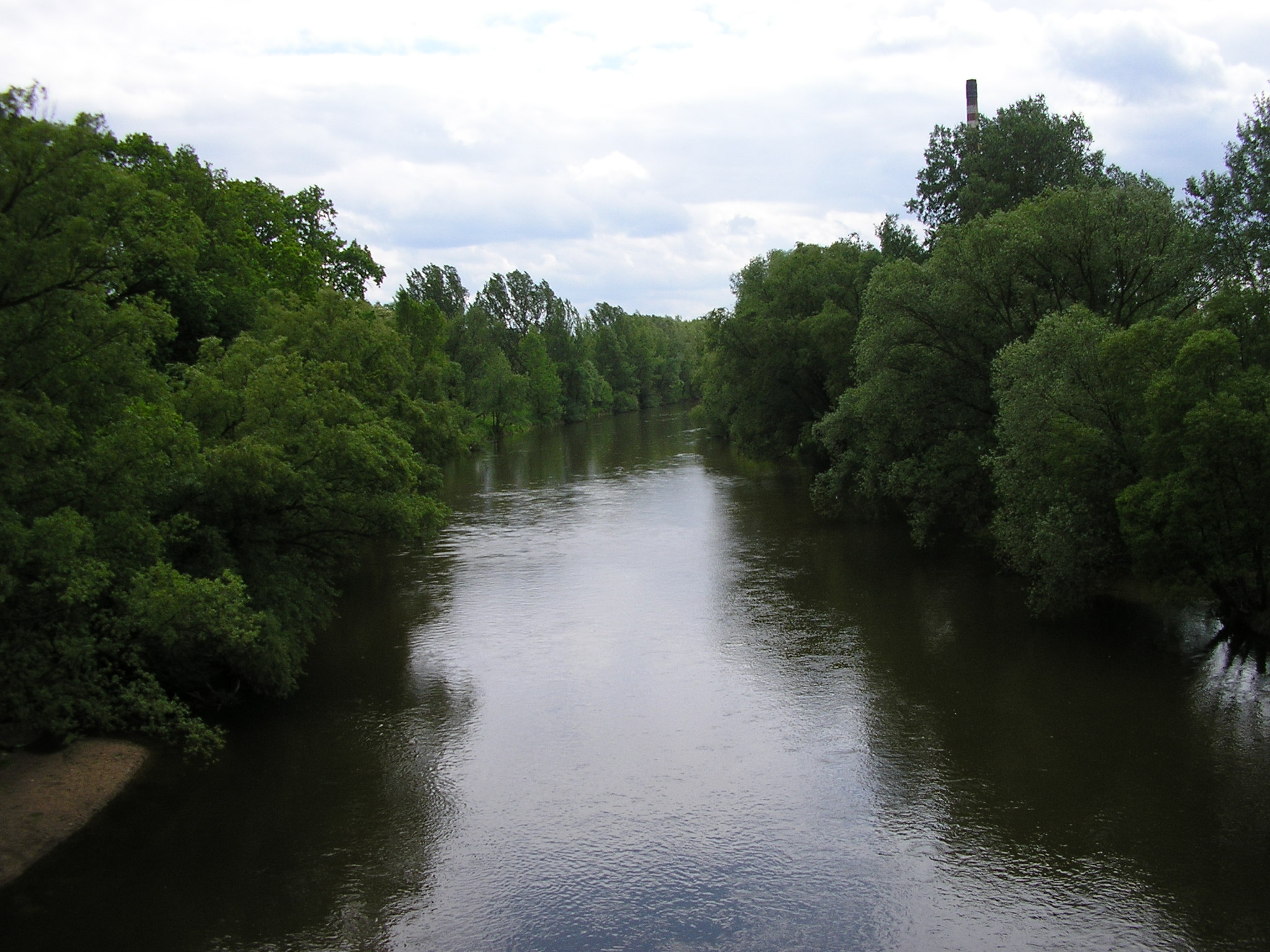
Bóbr w Żaganiu

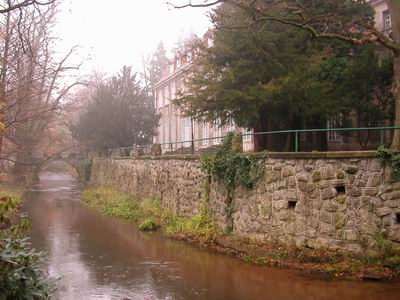
Pałac w Iłowej nad Czerną Małą

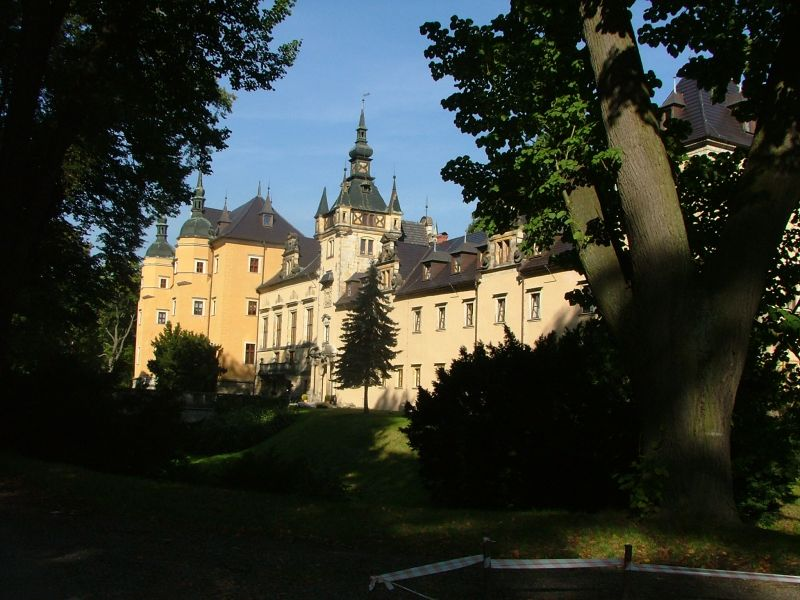
Zamek w Kliczkowie nad Kwisą

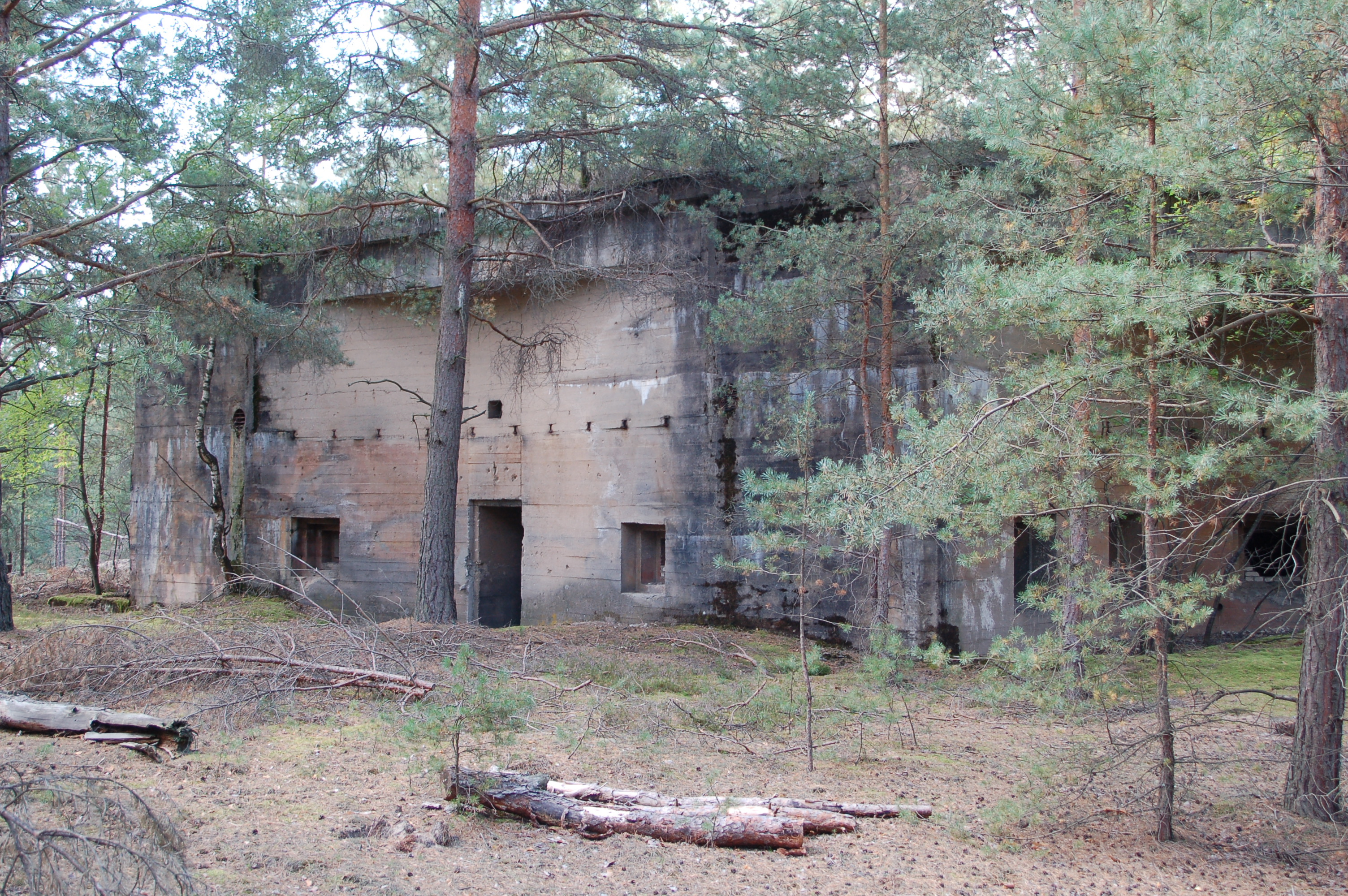
Jeden z poniemieckich bunkrów na terenie poligonu wojskowego w Borach Dolnośląskich

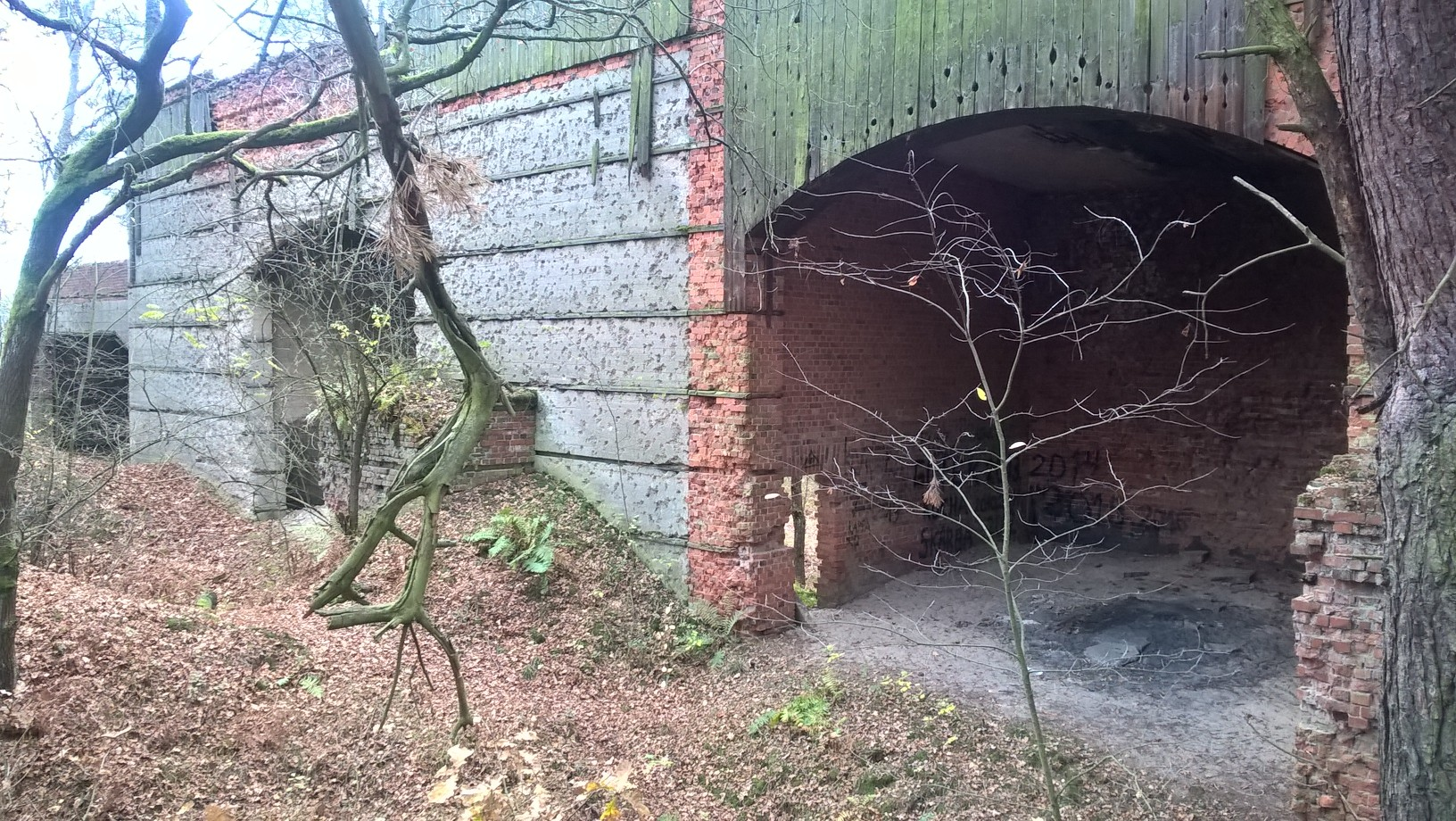
Poniemiecka strzelnica w północnej części Borów Dolnośląskich (Nadleśnictwo Szprotawa)

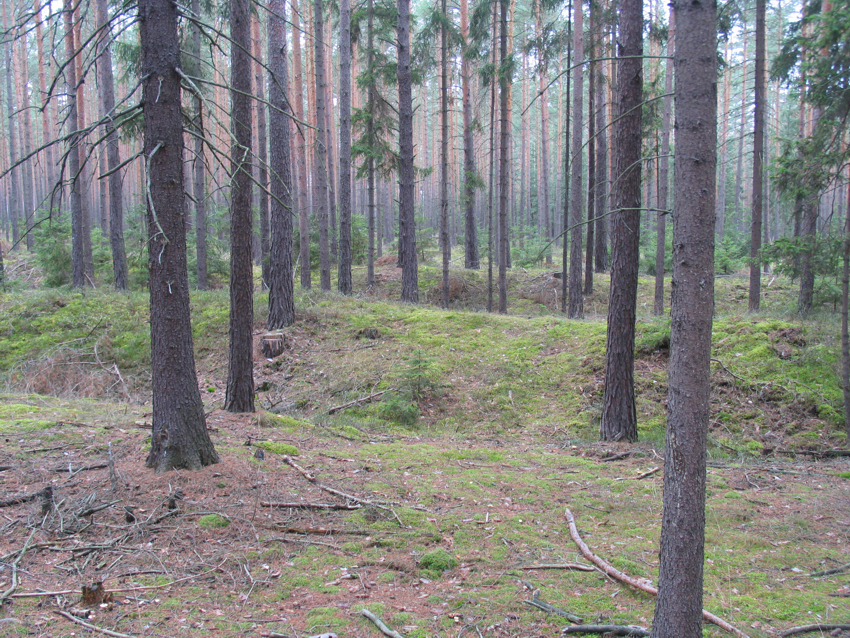
Wały Śląskie w Borach Dolnośląskich

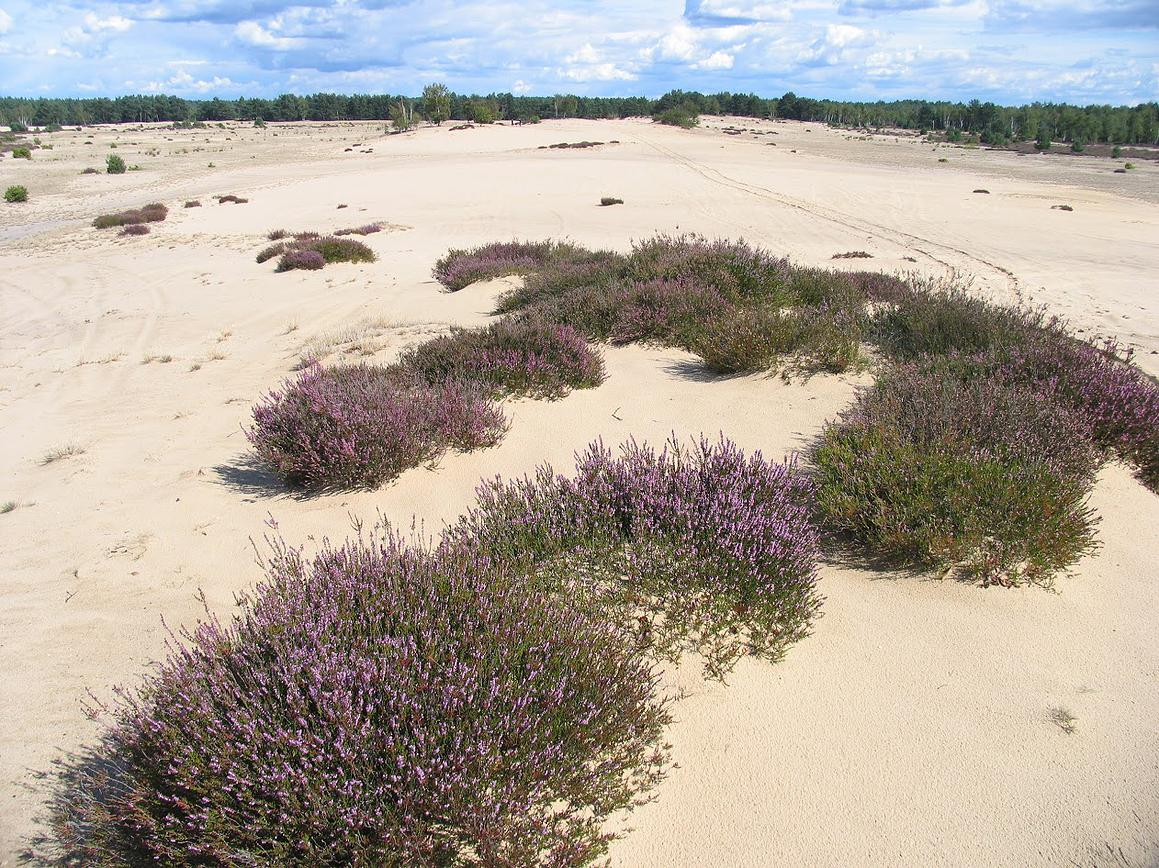
Pustynia Kozłowska w Borach Dolnośląskich

Bory Dolnośląskie dawniej Puszcza Dolna (niem. Niederschlesische Heide) – mezoregion fizycznogeograficzny (317.74) utworzony przez największy w Polsce zwarty kompleks leśny o powierzchni ok. 1650 km²; jest częścią Niziny Śląsko-Łużyckiej oraz Krainy Śląskiej. 

## Położenie
Administracyjnie leżą na terenie dwóch województw – lubuskiego i dolnośląskiego.
Stanowią część Niziny Śląsko-Łużyckiej. Rozciągają się pomiędzy Pogórzem Izerskim i Pogórzem Kaczawskim na południu a morenowymi Wzniesieniami Żarskimi i Wzgórzami Dalkowskimi na północy. Na wschodzie sąsiadują z Wysoczyzną Lubińską, Równiną Legnicką i Równiną Chojnowską. Zachodnią granicę Borów stanowi Nysa Łużycka, za którą, w Niemczech, leżą Bory Mużakowskie (niem. Muskauer Heide).
Najwyższym wzniesieniem jest wzgórze Dębniak 238 m n.p.m. – na północ od linii kolejowej nr 282 Węgliniec – Zebrzydowa.

## Podział
Na obszarze Borów Dolnośląskich wyróżnia się mikroregiony:
- Równina Gozdnicka (317.741)
- Równina Węgliniecka (317.742)
- Kotlina Żagańska (317.743)
- Równina Nadbobrzańska (317.744)
- Równina Wizowska (317.745)

## Puszcze i lasy
Na obszarze Borów Dolnośląskich wyróżnia się kompleksy leśne:
- Puszczę Żagańską
- Bory Szprotawskie
- Puszczę Przemkowską
- Las Chocianowski
- Puszczę Zgorzelecką (niem. Görlitzer Heide)
- Puszczę Osiecznicką
- Puszczę Kliczkowską
- Puszczę Bolesławiecką
- Puszczę Wiechlicką

## Pustynie
Na terenie Borów Dolnośląskich znajdują się obszary pustynne:
- Pustynia Kozłowska
- obszary pustynne na terenie Ośrodka Szkolenia Poligonowego Wojsk Lądowych Żagań
- niewielkie obszary pustynne na terenie Przemkowskiego Parku Krajobrazowego

## Rzeki
Główne rzeki Borów Dolnośląskich (od zachodu):
- Nysa Łużycka
- Czerna Mała
- Czerna Wielka
- Kwisa
- Bóbr
- Szprotawa
- Czarna Woda

## Podział administracyjny
Bory Dolnośląskie leżą na pograniczu krain historycznych: Łużyc i Dolnego Śląska. Naturalną ich granicą jest rzeka Kwisa. Według współczesnego podziału administracyjnego wchodzą w skład województw:
- dolnośląskiego:
  -  powiat bolesławiecki
  -  powiat legnicki
  -  powiat lubiński
  -  powiat polkowicki
  -  powiat zgorzelecki
- lubuskiego:
  -  powiat żagański
  -  powiat żarski

Większe miejscowości leżące w Borach Dolnośląskich (alfabetycznie):
| - Bolesławiec - Chocianów - Chojnów - Gozdnica - Gromadka - Iłowa - Małomice | - Osiecznica - Pieńsk - Przemków - Przewóz - Ruszów - Szprotawa - Świętoszów | - Trzebień - Węgliniec - Wierzbowa - Wymiarki - Zgorzelec - Żagań - Żary |

Borami Dolnośląskimi z ramienia Lasów Państwowych zarządzają:
- Regionalna Dyrekcja Lasów Państwowych we Wrocławiu
- Regionalna Dyrekcja Lasów Państwowych w Zielonej Górze.

Na obszarze Borów działają:
- Nadleśnictwo Bolesławiec
- Nadleśnictwo Chocianów
- Nadleśnictwo Lipinki
- Nadleśnictwo Przemków
- Nadleśnictwo Ruszów
- Nadleśnictwo Szprotawa
- Nadleśnictwo Świętoszów
- Nadleśnictwo Węgliniec
- Nadleśnictwo Wymiarki
- Nadleśnictwo Żagań
- Nadleśnictwo Pieńsk

## Geologia
Budowa geologiczna oraz rzeźba terenu są efektem zlodowacenia środkowopolskiego, które pozostawiło obszary sandrowe, na których występują głównie jałowe piaski bielicowe. Cechami charakterystycznymi regionu są; znaczna liczba śródleśnych stawów, torfowiska, bagna i wydmy śródlądowe. Pod osadami zlodowacenia środkowopolskiego zalegają gliny zlodowacenia południowopolskiego, a pod nimi z kolei utwory trzeciorzędowe – piaski i żwiry oraz iły z pokładami węgla brunatnego.
Na obszarze Borów występują złoża torfu, rudy darniowej i piasku szklarskiego; na obrzeżach regionu – także węgla brunatnego (największe w rejonie Bogatyni Turoszowa, także na południe od Żar oraz złoża perspektywiczne: Legnica–Prochowice–Ścinawa a także Gubin–Mosty–Brody).

## Flora

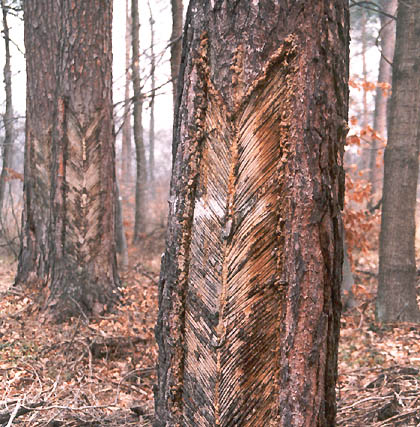
Żywicowanie sosny

Dominującym typem siedliskowym Borów Dolnośląskich jest bór świeży. Mniejszy udział mają bory mieszane, bory wilgotne i bory suche. Dąbrowy i buczyny zajmują jedynie najżyźniejsze fragmenty Borów, w których bory bagienne i olsy zachowały się na skromnej powierzchni.
Podstawowym i zdecydowanie dominującym gatunkiem w drzewostanie Borów Dolnośląskich jest sosna. Stale zwiększane są udziały świerka, a w wielu rewirach leśnych dokonuje się również reintrodukcji jodły pospolitej.
W lasach Borów Dolnośląskich gatunki liściaste, takie jak dąb bezszypułkowy, dąb szypułkowy, brzoza, buk, olcha czarna czy osika stanowią jedynie marginalną domieszkę. Spotyka się także gatunki drzew i krzewów pochodzenia obcego, głównie amerykańskiego: dąb czerwony, czeremcha późna i tawuła kutnerowata. Obszar ten znany jest z obfitości grzybów i jagód.
Niespotykane w skali kraju (poza obszarami leśnymi Pomorza Zachodniego) jest nagromadzenie gatunków roślin atlantyckich. Występują tu m.in.:
- długosz królewski
- gałuszka kulecznica
- nadwodnik sześciopręcikowy
- ponikło wielołodygowe
- przygiełka brunatna
- rosiczka pośrednia
- wrzosiec bagienny

Miejscową florę reprezentują również rzadkie i chronione gatunki roślin, jak:
| - arnika górska - centuria pospolita - goździk pyszny - gnidosz rozesłany - gnieźnik leśny - grzybienie północne - kosaciec syberyjski - mącznica lekarska - paprotka zwyczajna | - pióropusznik strusi - podrzeń żebrowiec - pokrzyk wilcza jagoda - rosiczka długolistna - storczyk Fuchsa - wawrzynek wilczełyko - widłaczek torfowy - widłak cyprysowaty - wroniec widlasty |

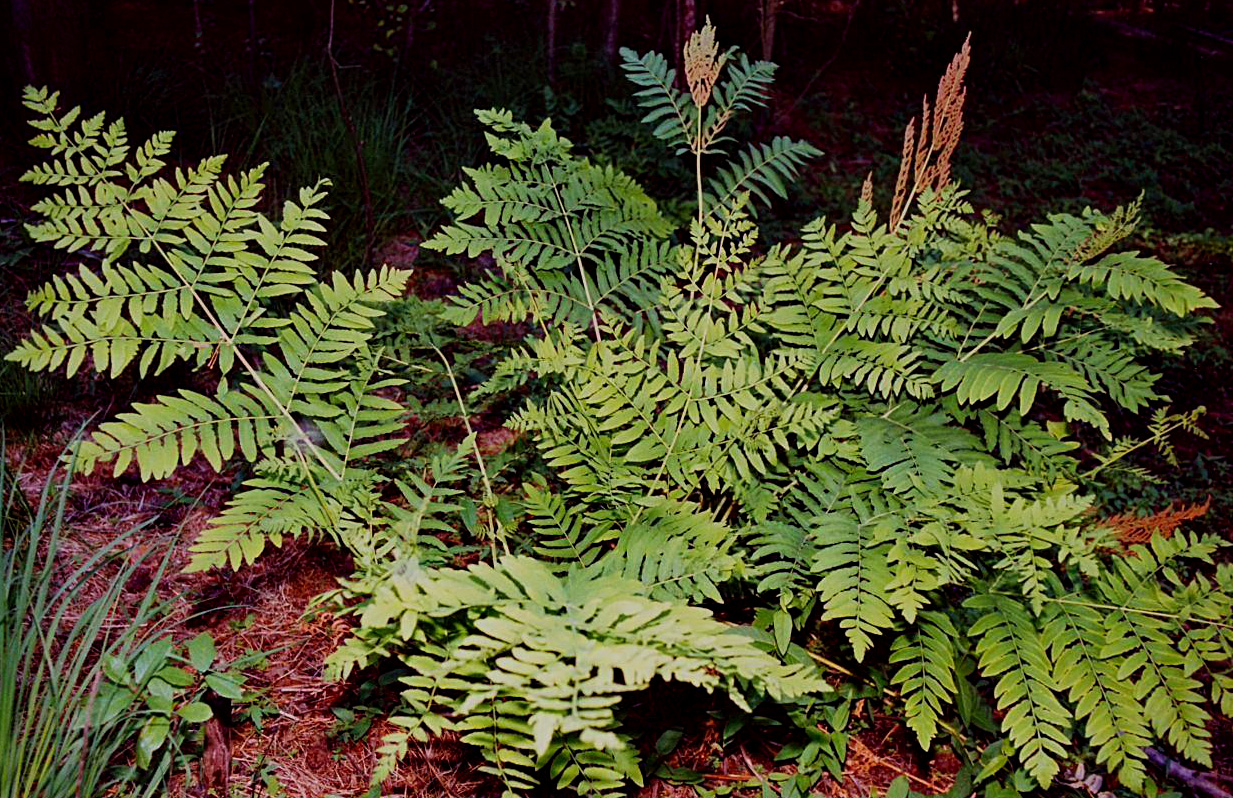
Długosz królewski
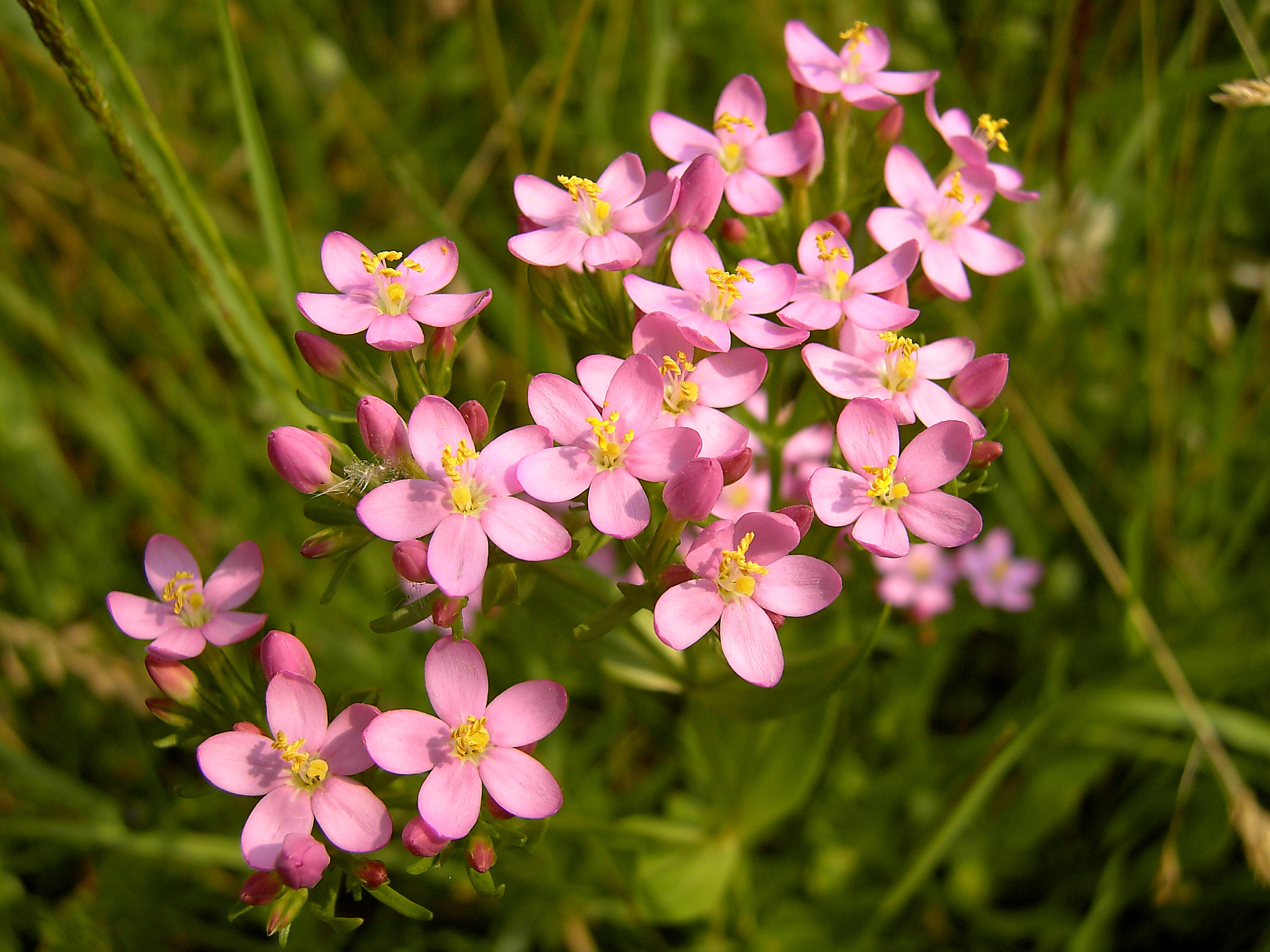
Centuria pospolita
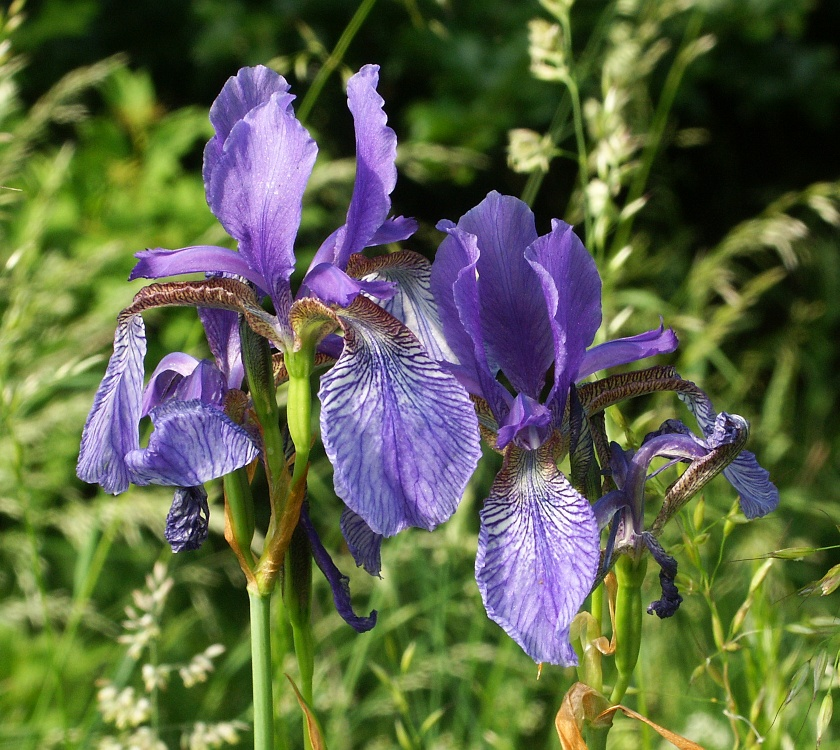
Kosaciec syberyjski
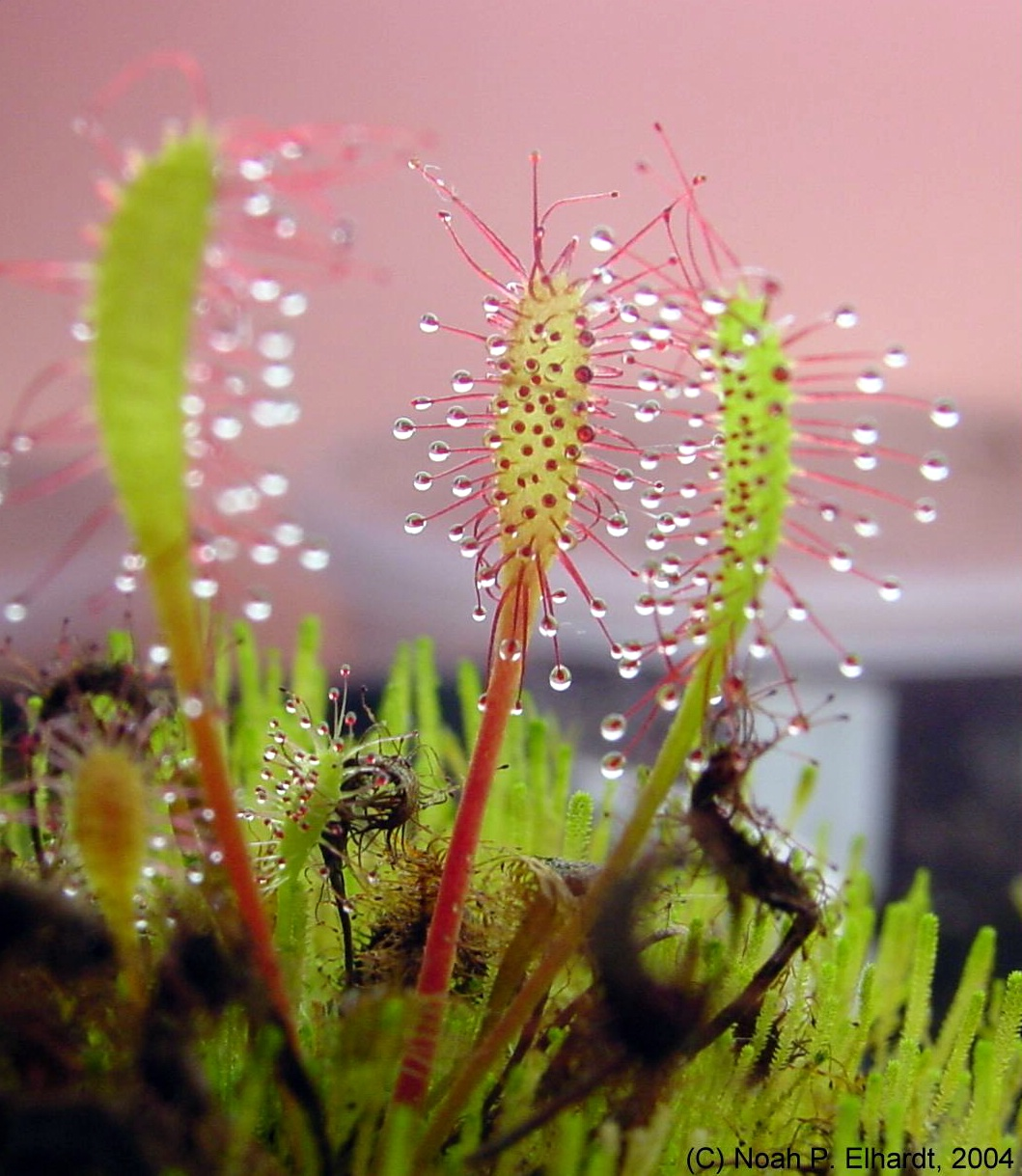
Rosiczka długolistna

### Pomniki przyrody
- Dąb Chrobry koło Piotrowic (uległ pożarowi w dn. 18.11.2014)
- Dąb Wernyhora w Wierzbowej

### Regionalne produkty rolne
Miód wrzosowy z Borów Dolnośląskich jest polskim produktem regionalnym chronionym przez prawo unijne – uzyskał status Chronionego Oznaczenia Geograficznego.

## Fauna

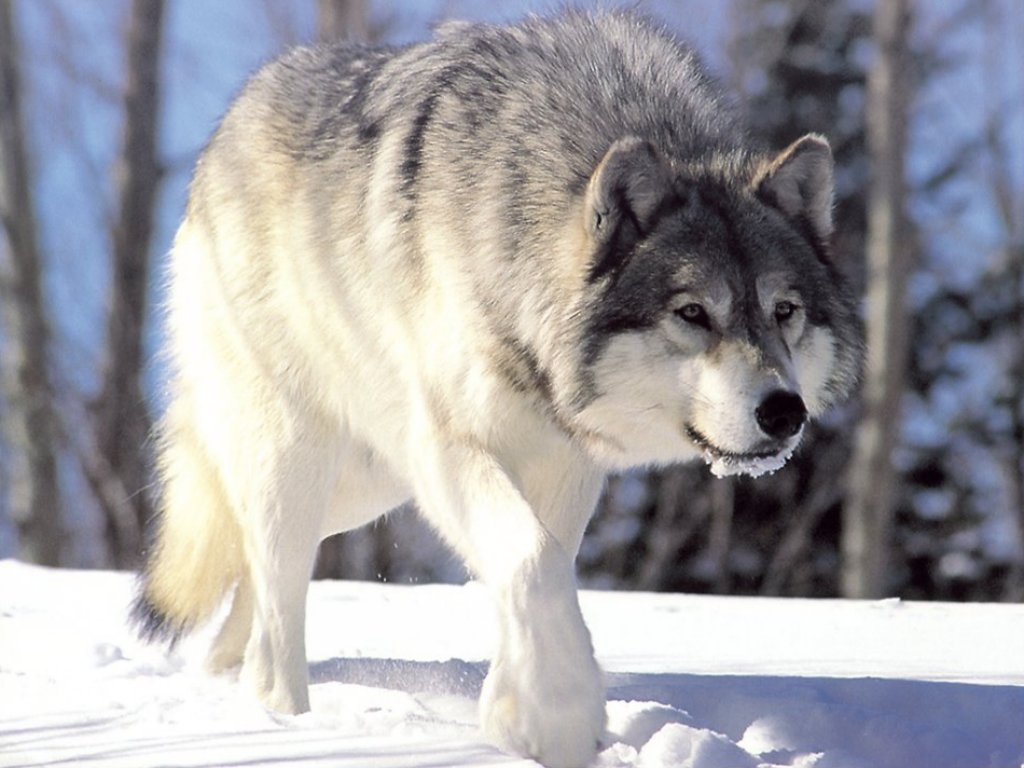
Wilk szary

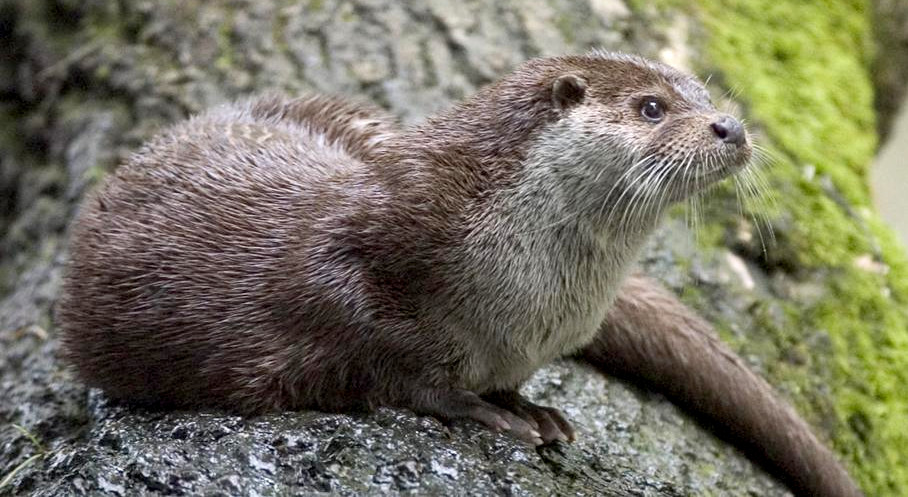
Wydra europejska

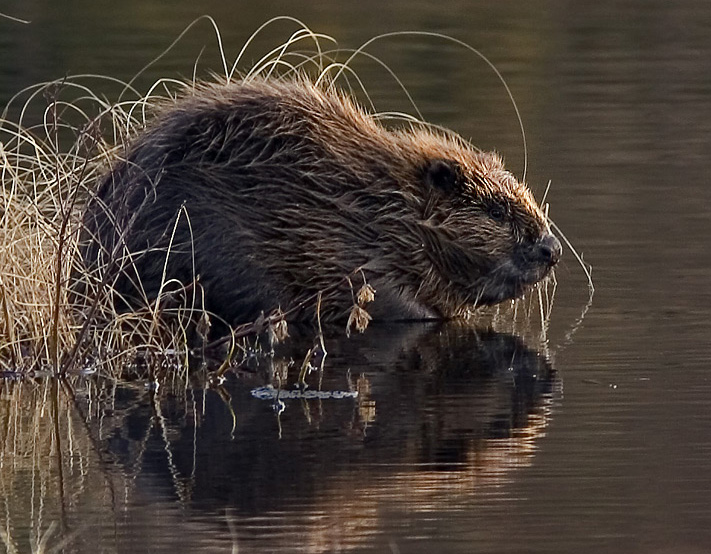
Bóbr

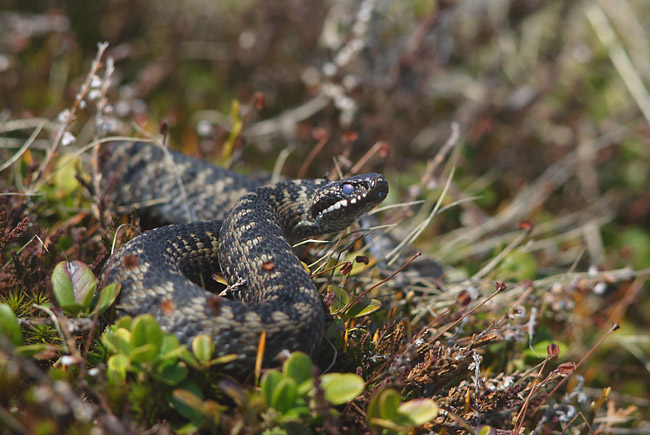
Żmija zygzakowata

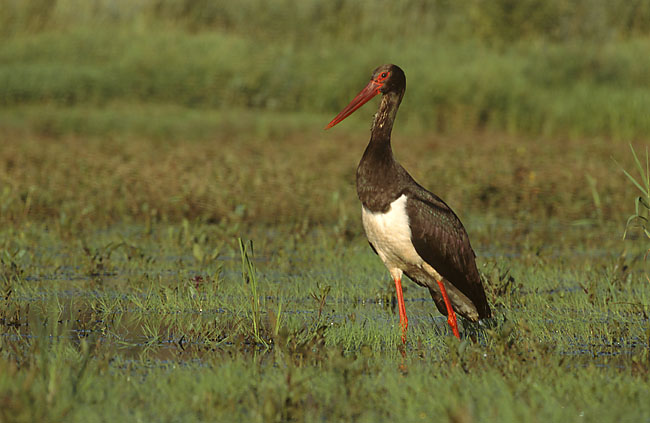
Bocian czarny

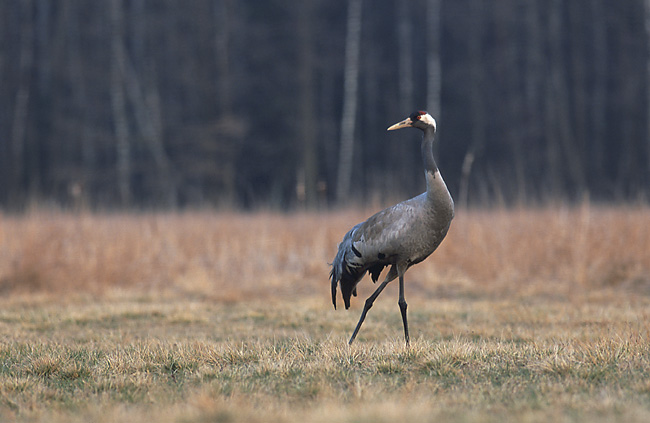
Żuraw

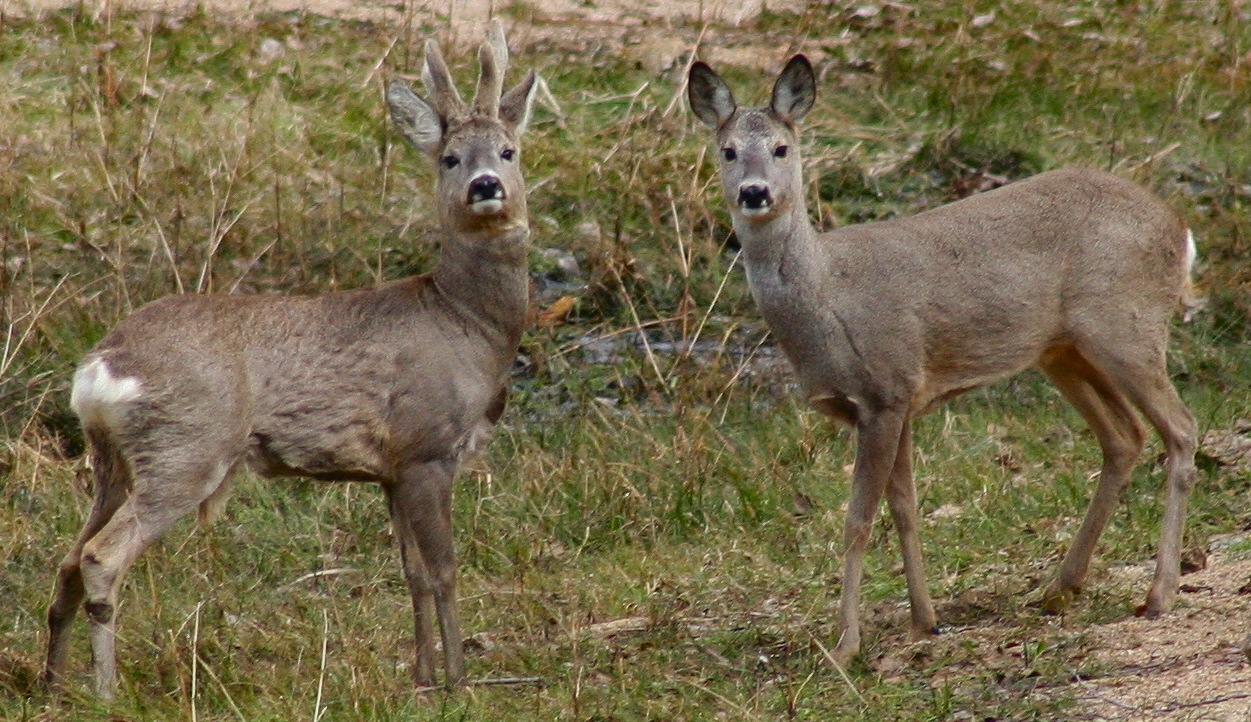
Sarny

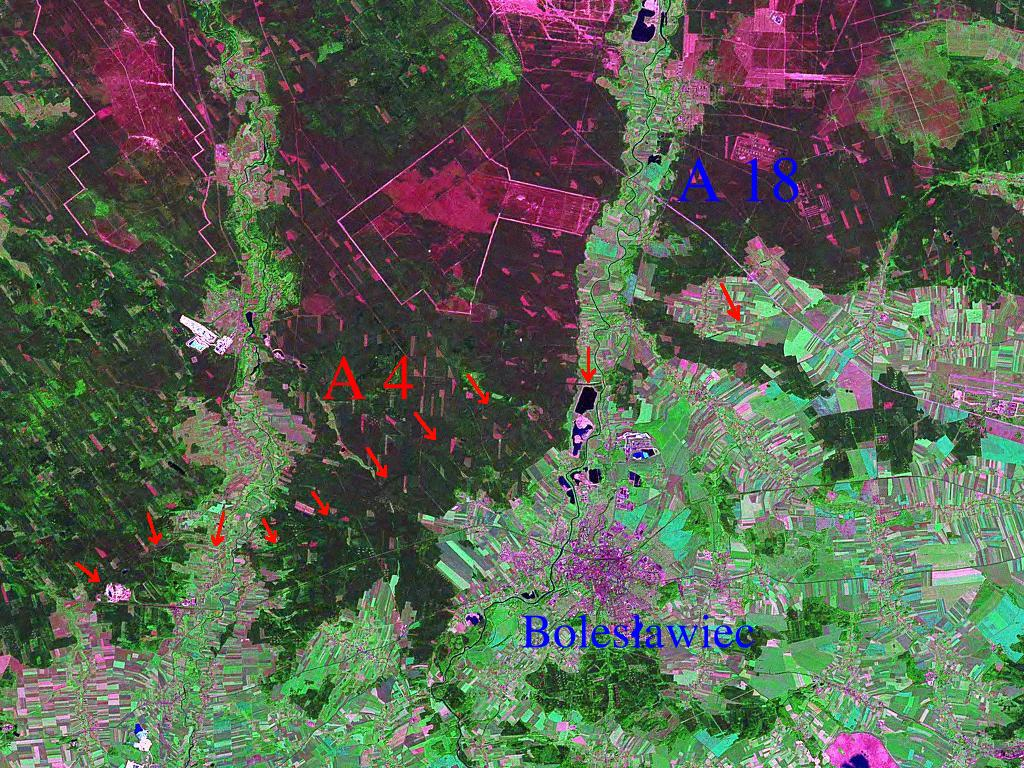
Autostrada A18 i ruiny budowy niemieckiej autostrady Wrocław-Drezno (A4) przez Bory Dolnośląskie w okolicach Bolesławca – zdjęcie satelitarne Landsat, ok. 2000

Bory Dolnośląskie od dawna cieszą się uznaniem myśliwych w kraju i za granicą, ze względu na dużą liczebność jeleni, saren, dzików, lisów i zajęcy. Coraz częściej pojawiają się wilki.
Lasy te stanowią ponadto ostoję wydry, popielicy, gniewosza plamistego, żmii zygzakowatej, żółwia błotnego, ropuchy paskówki, bociana czarnego, dudka, lelka, puchacza, siniaka, sóweczki, włochatki a także kuraków leśnych – głuszca i cietrzewia.
Stawy śródleśne i mokradła są środowiskiem licznych gatunków ptaków wodno-błotnych, jak bąk, bekas, brzęczka, cyraneczka, gągoł, gęgawa, kropiatka, kulik wielki, łabędź krzykliwy, mewa śmieszka, podgorzałka, słonka, samotnik, tracz nurogęś, zielonka czy żuraw. Znaczące są również populacje miejscowych ptaków drapieżnych – bielika, błotniaka stawowego, jastrzębia, kani czarnej, kani rdzawej, kobuza, krogulca i trzmielojada.
W rzekach płynących przez Bory żyją pstrągi potokowe, trocie wędrowne, lipienie i głowacice. W Kwisie koło Osiecznicy i Kliczkowa miała swoje stanowisko skójka perłorodna – małż wytwarzający szlachetne perły. Na skutek reintrodukcji zwiększyła się populacja bobra.

## Formy ochrony przyrody
- Rezerwat przyrody Brzeźnik – na południe od Kierżna
- Rezerwat przyrody Buczyna Szprotawska – pomiędzy Lesznem Dolnym a Piotrowicami, na południe od drogi krajowej nr 12
- Rezerwat przyrody Torfowisko Borówki – na północ od Borówek
- Rezerwat przyrody Torfowisko pod Węglińcem – na północ od Węglińca
- Rezerwat przyrody Wrzosiec koło Piasecznej – pomiędzy wsiami Piaseczna i Stary Węgliniec
- obszar chroniony mewy śmieszki – w rozlewiskach Bobru koło Kozłowa
- Obszar Chronionego Krajobrazu Bory Dolnośląskie – w północno-zachodniej części mezoregionu
  - Rezerwat przyrody Przygiełkowe Moczary
  - Rezerwat przyrody Zacisze
  - Rezerwat przyrody Żurawie Bagno – pomiędzy Gozdnicą a Lipną, na północ od drogi wojewódzkiej nr 350
  - Użytek ekologiczny Łąki nad Olszą
- Obszar Chronionego Krajobrazu Dolina Czarnej Wody – na północny wschód od Rokitek:
  - Użytek ekologiczny Torfowisko Kąty
  - Użytek ekologiczny Torfowisko Zamienice
- Obszar Chronionego Krajobrazu Lasy Chocianowskie – na wschód od Chocianowa
- Ostoja przyrody Bunkrowe Wzgórza – na południe od Wiechlic
- Użytek ekologiczny Łabędzi Staw – na Stawach Bobrowickich na zachód od Bobrowic
- Użytek ekologiczny Łąki Ługowiny – na południowy wschód od Leszna Dolnego
- Użytek ekologiczny Sowie Bagno – pomiędzy Małomicami a Szprotawą, nad Bobrem
- Użytek ekologiczny Sucha Sosna – na południowy wschód od żagańskiej dzielnicy Moczyń, nad Bobrem
- projektowany Rezerwat przyrody Stawy Parowskie – pomiędzy Piaseczną a Starym Węglińcem, na wschód od drogi drogi wojewódzkiej nr 296
- Park Krajobrazowy Łuk Mużakowa – na północny wschód od Przewozu
- Przemkowski Park Krajobrazowy:
  - Rezerwat przyrody Buczyna Piotrowicka
  - Rezerwat przyrody Łęgi źródliskowe koło Przemkowa
  - Rezerwat przyrody Stawy Przemkowskie
  - Rezerwat przyrody Torfowisko Borówki
  - Użytek ekologiczny Przemkowskie Bagno
- specjalny obszar ochrony siedlisk Dolina Dolnej Kwisy
- Zespół przyrodniczo-krajobrazowy „Park Słowiański” – Szprotawa, pradolina rzeki Bóbr

## Transport

### Transport drogowy
Na terenie Borów, w okolicach wsi Krzyżowa, zlokalizowano węzeł dwóch polskich autostrad A4 i A18.
Ponadto przez Bory Dolnośląskie prowadzą drogi:
- krajowe:
  - DK12
  - DK18
  - DK27
  - DK94
- wojewódzkie:
  - DW294
  - DW296
  - DW297
  - DW300
  - DW328
  - DW350
  - DW351
  - DW357

### Transport kolejowy
Przez Bory Dolnośląskie przebiega historyczna magistrala kolejowa: Wrocław – Malczyce – Legnica – Miłkowice – Rokitki – Wierzbowa Śląska – Żagań – Guben – Berlin (linia kolejowa nr 275), z odgałęzieniem: Miłkowice – Bolesławiec – Zgorzelec – Drezno.

## Zobacz też

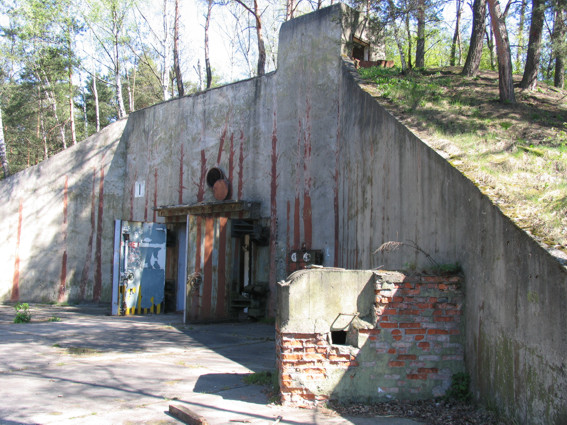
Dawny sowiecki magazyn na broń atomową, tzw. bunkier atomowy pod Szprotawą

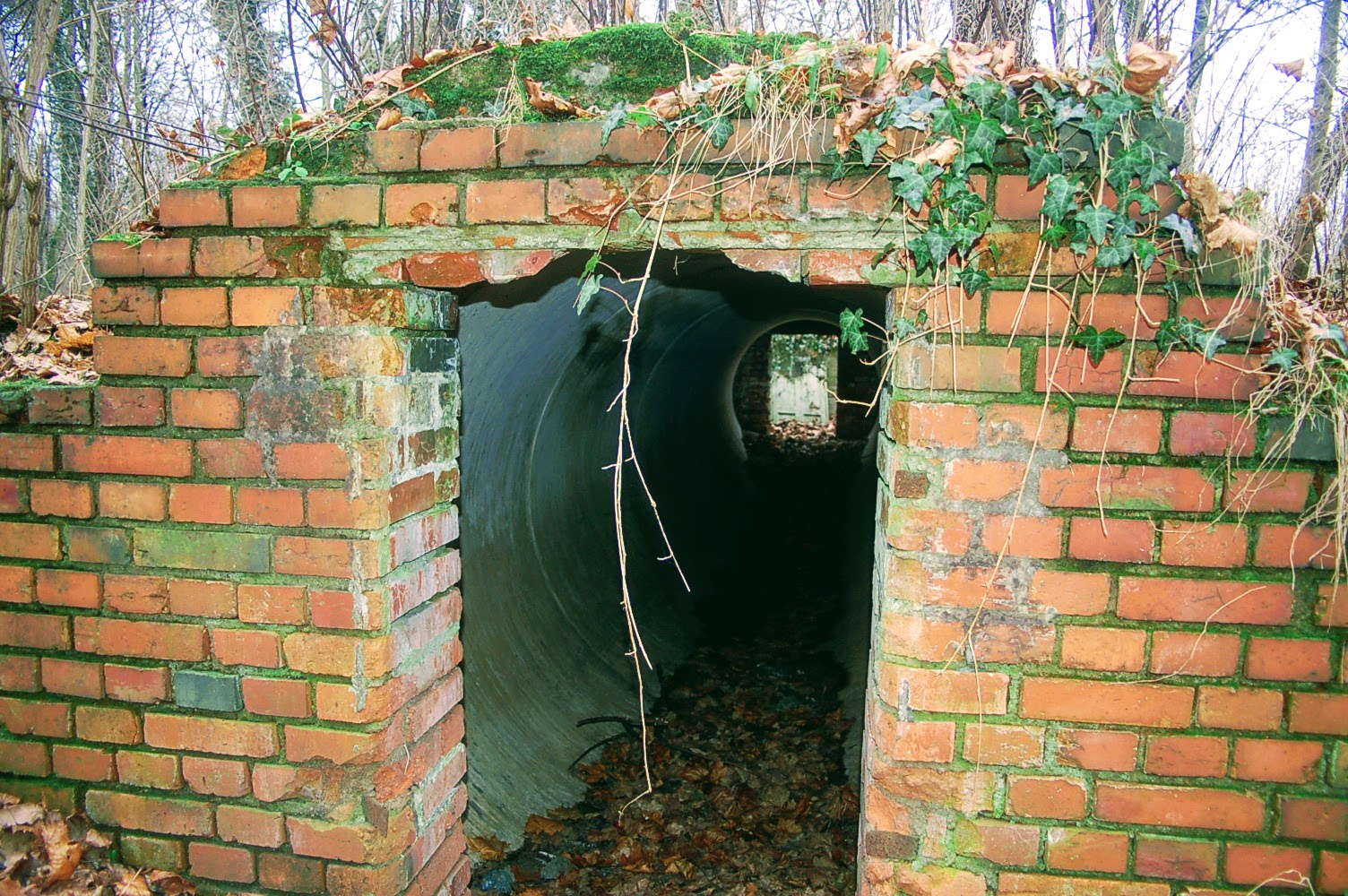
Szczeliny przeciwlotnicze z okresu II wojny światowej w Parku Huta w Iławie (ścieżka dydaktyczna)

## Naukowcy związani z Borami Dolnośląskimi
- Rudolf Pfitzner
- Heinrich Göppert
- Gerhard Hauschild